# Восьмой период периодической системы
Восьмо́й пери́од периоди́ческой систе́мы включает гипотетические химические элементы, принадлежащие к дополнительной восьмой строке (или периоду) периодической системы. Систематизированные названия этих элементов переданы ИЮПАК к использованию. Ни один из этих элементов пока не был создан, и вполне возможно, что ни один из них не имеет изотопов с достаточно стабильными ядрами, чтобы синтезировать их в ближайшие годы. Возможно также, что в связи с капельной неустойчивостью ядер, только первые несколько элементов восьмого периода физически возможны.
Если бы удалось произвести достаточное количество этих элементов, чтобы изучить их химические свойства, вполне возможно, что эти элементы повели бы себя совершенно иначе, чем элементы предыдущих периодов. Это связано с тем, что их электронные конфигурации могут варьироваться из-за квантовых и релятивистских эффектов. Например, уровни энергии 5g-, 6f- и 7d-орбиталей у них расположены настолько близко друг к другу, что все они могут вступать в обмен электронами друг с другом. Это должно привести к большому числу элементов в группе суперактиноидов, которые будут иметь чрезвычайно сходные химические свойства.
С помощью компьютерных расчётов учёные попытались определить строение атомов и оценить важнейшие свойства таких «сверхэлементов», вплоть до огромных порядковых номеров (Z = 172 и даже Z = 184). Полученные результаты оказались весьма неожиданными. Например, в атоме элемента с Z = 121 предполагается появление 8р-электрона, это после того, как в атомах с Z = 119 и 120 завершилось формирование 8s-подоболочки. А ведь появление р-электронов вслед за s-электронами наблюдается только в атомах элементов второго и третьего периодов. Расчеты показывают также, что у элементов гипотетического восьмого периода заполнение электронных оболочек и подоболочек атомов происходит в очень сложной и своеобразной последовательности. Поэтому оценить свойства соответствующих элементов — проблема весьма сложная. Казалось бы, восьмой период должен содержать 50 элементов (Z = 119—168), но согласно расчётам, он должен завершаться у элемента с Z = 164, то есть на 4 порядковых номера раньше.